# Ghosts (US-amerikanische Fernsehserie)
Ghosts (englisch für ‚Geister‘) ist eine amerikanische Sitcom/Drama, die seit 2021 auf dem amerikanischen Fernsehsender CBS ausgestrahlt wird. Die Serie ist eine Adaption der gleichnamigen britischen Serie der BBC aus dem Jahr 2019. Für das amerikanische Fernsehen wurde die Serie von Joe Port und Joe Wiseman adaptiert und feierte ihre Premiere am 7. Oktober 2021. Die Serie entwickelte sich schnell zu einem Publikumshit und Kritikerliebling. Die erste Folge der Serie wurde in Los Angeles gedreht. Nachdem die Serie vom Sender CBS offiziell bestellt worden ist, hat sich die Produktion nach Montreal in Kanada verlagert. Am 12. Januar 2023 wurde vom Fernsehsender CBS offiziell eine dritte Staffel bestellt. Im März 2024 wurde eine Verlängerung um eine vierte Staffel bekanntgegeben. Im Februar 2025 wurde eine fünfte und sechste Staffel bestellt.
Die Erstausstrahlung der ersten beiden Staffel erfolgte in Deutschland auf dem Bezahl-Fernsehsender Sky Comedy, die dritte Staffel wird aktuell bei Sky One ausgestrahlt. Aktuell können vier Staffeln der Serie in Deutschland auf WOW gestreamt werden sowie die ersten 2 Staffeln auf Netflix. Außerdem steht die erste Staffel bei RTL+ zur Verfügung.

## Handlung
Das junge New Yorker Ehepaar Sam und Jay Arondekar erbt ein riesiges Landgut, das sie in eine Frühstückspension umwandeln möchten. Das Landgut ist jedoch von mehreren ruhelosen Geistern bewohnt, die von dieser Idee nicht begeistert sind. Sam erlangt durch einen Unfall mit einer Nahtod-Erfahrung die Fähigkeit, die Geister zu sehen und mit ihnen zu interagieren. Nach anfänglichen Schwierigkeiten freundet sich Sam mit den Geistern an, die froh darüber sind, mit einer lebenden Person interagieren zu können. Für Sam entwickeln sich die Geister bald zu einer skurrilen Ersatzfamilie.

## Figuren
| Figur                       | Darsteller          | Deutscher Sprecher | Beschreibung |
| Lebendig                    | Lebendig            | Lebendig           | Lebendig |
| --------------------------- | ------------------- | ------------------ | --- |
| Samantha (Sam) Arondekar    | Rose McIver         | Birte Baumgardt    | Eine freiberufliche Journalistin, welche das Landgut von ihrer Großtante erbt. Nach einem Unfall erlangt sie die Fähigkeit Geister zu sehen und mit ihnen zu interagieren. Sie basiert auf der Rolle der Alison Cooper in der britischen Originalserie. |
| Jay Arondekar               | Utkarsh Ambudkar    | Nic Romm           | Samanthas liebenswürdiger Ehemann, der Koch von Beruf ist. Er hat viele „nerdy“ Interessen wie z. B. Computerspiele, Comics und Dungeons & Dragons. Er kann die Geister weder sehen noch mit ihnen interagieren. Er basiert auf der Rolle des Mike Cooper in der britischen Originalserie. |
| Geister                     |                     |                    | |
| Captain Isaac Higgintoot    | Brandon Scott Jones | Karlo Hackenberger | Ein am Anfang der Serie heimlich schwuler und von der Geschichte weitgehend vergessener Offizier der amerikanischen Revolution, der an Dysenterie starb. Ein wiederkehrender Witz in der Serie ist sein Neid auf den viel berühmteren Alexander Hamilton. Im Laufe der Serie beginnt er sich zu seiner Homosexualität zu bekennen und beginnt eine Beziehung mit dem Geist eines britischen Offiziers, den er ursprünglich versehentlich mit einer Erfindung, die zum Scharfschützengewehr werden würde, getötet hat. Er basiert hauptsächlich auf dem Kapitän aus der britischen Originalserie, während seine Geisterfähigkeit -wenn man durch ihn hindurchgeht, riecht es grauenvoll nach Fäkalien- der von Mary, dem Opfer der Hexenprozesse, ähnelt. |
| Alberta Haynes              | Danielle Pinnock    | Elisa Bannat       | Eine exzentrische Lounge-Sängerin der Prohibitionszeit, die durch das Trinken von vergifteten Spirituosen ermordet wurde. Ihre Stimme kann von den Lebenden und von Alexa-Geräten gehört werden. Das Geheimnis um ihren Tod und die Suche nach ihrem Mörder ist ein wesentliches Element der Handlung in den ersten zwei Staffeln der Serie. Die Figur basiert auf keiner Rolle aus der britischen Originalserie und wurde für die amerikanische Version neu entwickelt. |
| Henrietta (Hetty) Woodstone | Rebecca Wisocky     | Sabine Arnhold     | Sams spießige viktorianische Urgroßtante und die Ehefrau des ursprünglichen Besitzers des Woodstone-Landguts. Sie ist stolz darauf, reich zu sein, sieht auf die Arbeiterklasse und jeden Iren herab und experimentierte ihr Leben lang mit einer Vielzahl von illegalen Drogen, einschließlich Kokain und Morphium. Ihr Ehemann betrog sie zu Lebzeiten mit vielen verschiedenen Frauen. Sie basiert auf Lady Fanny Button aus der britischen Originalserie. |
| Pete Martino                | Richie Moriarty     | Philipp Lind       | Ein fröhlicher, freundlicher und höflicher, aber sozial unbeholfener Reisebüroangestellter, der 1985 starb, als eine seiner Pfadfinderinnen ihn aus Versehen mit einem Pfeil durch den Hals erschoss. Er hegt ein unerwidertes romantisches Interesse an Alberta. Trotz Jays Unfähigkeit, seine Anwesenheit wahrzunehmen, empfindet Pete ihn als seinen besten Freund. Zu seinen vielfältigen Interessen gehören Improvisation, Basketball, Dungeons & Dragons und Star-Wars-Filme. Er basiert auf der Figur des Pat Butcher aus der britischen Originalserie. Richie Moriarty spielt auch einen Kellergeist in den Folgen Willkommen und Geisterstunden.                                                                                                |
| Trevor Lefkowitz            | Asher Grodman       | Ricardo Richter    | Ein wohlhabender, frauenverführender, hart feiernder Geschäftsmann und Wall Street-Investor jüdischer Abstammung, der im Jahr 2000 an einem Herzinfarkt starb, verursacht durch eine versehentliche Überdosis an Drogen. Er ist der jüngste verstorbene Geist und sein Hauptmerkmal ist, dass er zum Zeitpunkt seines Todes keine Hose trug, weshalb er auch als Geist nie mit einer Hose zu sehen ist. Er kann physisch in begrenztem Maße mit der materiellen Welt interagieren, wenn er sich genug konzentriert. Er basiert auf Julian Fawcett aus der britischen Originalserie. |
| Susan (Flower) Montero      | Sheila Carrasco     | Susanne Geier      | Eine fröhliche und süße, aber naive und vergessliche Hippie-Frau, die in den 1960er Jahren sowohl in einer Kommune als auch in einer Sekte lebte. Sie wurde von einem Bären getötet, den sie unter dem Einfluss von Drogen umarmen wollte. Sie kann eine lebende Person in einen halluzinogenen Rausch versetzen, wenn sie durch sie hindurchgeht, und mag es, Teil von Dreiecksbeziehungen zu sein. Flower basiert auf keiner Rolle aus der britischen Originalversion und wurde für die amerikanische Version neu entwickelt. |
| Thorfinn (Thor)             | Devan Chandler Long | Thomas Wenke       | Ein aggressiver und oft überdramatischer Wikinger aus Norwegen und der älteste der Geister, der vor über 1.000 Jahren auf eine Expedition nach Nordamerika aufbrach, aber von seinen Schiffskameraden zurückgelassen wurde und durch einen Blitzschlag starb. Er hat die Fähigkeit, Elektrizität zu manipulieren, liebt den Kampf, besonders gegen Dänen, das Fernsehen und das Reden über seine Lieblingsgerichte. Er basiert auf Robin, dem Höhlenmenschen in der britischen Originalserie. |
| Sasappis (Sass)             | Román Zaragoza      | Jeremias Koschorz  | Ein zynischer indianischer Geist der dem Volk der Lenni-Lenapen angehört. Oft dient er als Stimme der Vernunft für die anderen Geister. Er liebt es, Geschichten zu erzählen, Drama zu schüren, fernzusehen und allerlei Essen zu riechen, besonders Pizza, die von den Lebenden zubereitet wird. |

Mathew Baynton, der in der britischen Serie die Rolle des Geistes Thomas Thorne spielt, ist in der zweiten Staffel der erste Schauspieler aus der britischen Serie mit einer Gastrolle in der amerikanischen Adaption.

## Entwicklung
Am 29. November 2019 gab der Fernsehsender CBS bekannt, dass er eine Adaption der BBC-One-Serie Ghosts entwickeln würden. Die Originalserie, auf der die Serie basiert, wurde von Mathew Baynton, Simon Farnaby, Martha Howe-Douglas, Jim Howick, Laurence Rickard und Ben Willbond für die BBC produziert. Joe Port und Joe Wiseman, die Entwickler der amerikanischen Version, wurden direkt vom Fernsehsender CBS angefragt, ob sie Interesse daran hätten, eine amerikanische Version von Ghosts zu produzieren. Sie hatten zuvor ein Skript für eine unproduzierte Serie mit dem Titel Eternally Yours für den Sender geschrieben, in dem es um Vampire ging, die über 500 Jahre verheiratet und für immer aneinander gebunden sind. „Als CBS die Rechte (an Ghosts) erworben hat, dachten sie wahrscheinlich, dass wir schon viel mit ihnen zusammengearbeitet haben und wir für sie eine übernatürliche Komödie schreiben könnten“, sagte Wiseman. Die Autoren sahen sich daraufhin die britische Originalserie an und fanden, dass das Konzept eine einzigartige Idee war, die man gut an amerikanische Archetypen anpassen kann. Wiseman sagt dazu: „Wir haben uns von der amerikanischen Geschichte leiten lassen und die Serie mit Menschen und Kulturen bevölkert, die hier repräsentiert gewesen wären.“
Am 4. Februar 2020 wurde bekannt gegeben, dass die Pilotfolge von CBS Studios bestellt wurde und in Zusammenarbeit mit BBC Studios und Lionsgate Television für die TV-Saison 2020–2021 produziert werden würde. Durch die Corona-Pandemie verzögerte sich die Produktion der Pilotfolge und der Serie. Die Pilotfolge wurde schließlich im Dezember 2021 in Los Angeles gedreht. Am 31. März 2021 wurde die Serie offiziell für das Herbstprogramm von CBS bestellt. Nach einem guten Start und positiven Kritiken wurde die Serie am 21. Oktober 2021 für eine volle Staffel verlängert. Am 24. Januar 2022 verlängerte CBS die Serie um eine zweite Staffel, die am 29. September 2022 Premiere feierte. Am 12. Januar 2023 verlängerte CBS die Serie um eine dritte Staffel.
Die deutschsprachige Synchronisation wird von der Cinephon Synchron Filmproduktions in Berlin unter der Dialogregie von Stefan Kaiser produziert. Für die Dialogbücher verantwortlich ist Martin Cichy.

## Episodenliste
| # (ges.) | #  | Deutscher Titel        | Originaltitel    | Drehbuch                       | Regie               | Premiere   | Dt. Premiere |
| -------- | -- | ---------------------- | ---------------- | ------------------------------ | ------------------- | ---------- | ------------ |
| 1        | 1  | Willkommen             | Pilot            | Joe Port & Joe Wiseman         | Trent O’Donnell     | 07.10.2021 | 09.08.2022   |
| 2        | 2  | Geisterstunden         | Hello!           | Joe Port & Joe Wiseman         | Trent O’Donnell     | 07.10.2021 | 09.08.2022   |
| 3        | 3  | Valhalla               | Viking Funeral   | Josh Malmuth                   | Trent O’Donnell     | 14.10.2021 | 16.08.2022   |
| 4        | 4  | Zum Dinner, bitte      | Dinner Party     | John Blickstead & Trey Kollmer | Trent O’Donnell     | 21.10.2021 | 16.08.2022   |
| 5        | 5  | Halloween              | Halloween        | Talia Bernstein                | Katie Locke O’Brien | 28.10.2021 | 23.08.2022   |
| 6        | 6  | Vergeben und vergessen | Pete's Wife      | Kira Kalush                    | Trent O’Donnell     | 04.11.2021 | 23.08.2022   |
| 7        | 7  | Flowers Geheimnis      | Flower's Article | Emily Schmidt                  | Katie Locke O’Brien | 11.11.2021 | 30.08.2022   |
| 8        | 8  | Spielchen              | D&D              | John Blickstead & Trey Kollmer | Nick Wong           | 18.11.2021 | 30.08.2022   |
| 9        | 9  | Albertas Fan           | Alberta's Fan    | Lauren Bridges                 | Nick Wong           | 02.12.2021 | 06.09.2022   |
| 10       | 10 | Besessen               | Possession       | Rishi Chitkara                 | Katie Locke O’Brien | 09.12.2021 | 06.09.2022   |
| 11       | 11 | Sams Mom               | Sam's Mom        | John Timothy                   | Katie Locke O’Brien | 06.01.2022 | 13.09.2022   |
| 12       | 12 | Das perfekte Match     | Jay's Sister     | Julia Hartner & Ian Murphy     | Christine Gernon    | 13.01.2022 | 13.09.2022   |
| 13       | 13 | Die Hölle kann warten  | The Vault        | Joe Port & Joe Wiseman         | Christine Gernon    | 20.01.2022 | 20.09.2022   |
| 14       | 14 | Der Ghostwriter        | Ghostwriter      | Josh Malmuth & John Timothy    | Kimmy Gatewood      | 24.02.2022 | 20.09.2022   |
| 15       | 15 | Thorapie               | Thorapy          | John Blickstead & Trey Kollmer | Kimmy Gatewood      | 03.03.2022 | 27.09.2022   |
| 16       | 16 | Hosen runter           | Trevor's Pants   | Kira Kalush & Talia Bernstein  | Trent O’Donnell     | 31.03.2022 | 27.09.2022   |
| 17       | 17 | Nachtschatten          | Attic Girl       | Emily Schmidt & Lauren Bridges | Trent O’Donnell     | 14.04.2022 | 04.10.2022   |
| 18       | 18 | Bettgeschichten        | Farnsby & B      | Joe Port & Joe Wiseman         | Cortney Carrillo    | 21.04.2022 | 04.10.2022   |

| # (ges.) | #  | Deutscher Titel           | Originaltitel                          | Drehbuch                       | Regie               | Premiere   | Dt. Premiere |
| -------- | -- | ------------------------- | -------------------------------------- | ------------------------------ | ------------------- | ---------- | ------------ |
| 19       | 1  | Spione                    | Spies                                  | John Blickstead & Trey Kollmer | Trent O’Donnell     | 29.09.2022 | 19.07.2023   |
| 20       | 2  | Albertas Podcast          | Alberta's Podcast                      | Talia Bernstein                | Trent O’Donnell     | 06.10.2022 | 19.07.2023   |
| 21       | 3  | Neue Freunde              | Jay's Friends                          | Guy Endore-Kaiser              | Trent O’Donnell     | 13.10.2022 | 19.07.2023   |
| 22       | 4  | Der Baum                  | The Tree                               | Josh Malmuth                   | Trent O’Donnell     | 20.10.2022 | 19.07.2023   |
| 23       | 5  | Halloween 2               | Halloween 2: The Ghost of Hetty's Past | Kira Kalush                    | Katie Locke O’Brien | 27.10.2022 | 19.07.2023   |
| 24       | 6  | Baby Björn                | The Baby Bjorn                         | Joe Port & Joe Wiseman         | Katie Locke O’Brien | 03.11.2022 | 19.07.2023   |
| 25       | 7  | Dumm gestorben            | Dumb Deaths                            | Sophia Lear                    | Nick Wong           | 10.11.2022 | 19.07.2023   |
| 26       | 8  | Schluck für Schluck       | The Liquor License                     | Zora Bikangaga                 | Nick Wong           | 08.12.2022 | 19.07.2023   |
| 27       | 9  | Weihnachtsgeister Teil 1  | The Christmas Spirit – Part One        | Emily Schmidt                  | Jay Karas           | 15.12.2022 | 19.07.2023   |
| 28       | 10 | Weihnachtsgeister Teil 2  | The Christmas Spirit – Part Two        | Joe Port & Joe Wiseman         | Jay Karas           | 15.12.2022 | 19.07.2023   |
| 29       | 11 | Der Fahrgeist             | The Perfect Assistant                  | Lauren Bridges                 | Matthew Cherry      | 05.01.2023 | 19.07.2023   |
| 30       | 12 | Es bleibt in der Familie  | The Family Business                    | Zora Bikangaga                 | Nick Wong           | 12.01.2023 | 19.07.2023   |
| 31       | 13 | Geisterjäger              | Ghost Hunter                           | Rishi Chitkara                 | Alex Hardcastle     | 02.02.2023 | 19.07.2023   |
| 32       | 14 | Bis auf die Knochen       | Trevor's Body                          | Ian Murphy                     | Alex Hardcastle     | 09.02.2023 | 19.07.2023   |
| 33       | 15 | Ein unvergessliches Date  | A Date to Remember                     | John Blickstead & Trey Kollmer | Richie Keen         | 18.02.2023 | 19.07.2023   |
| 34       | 16 | Isaac schreibt Geschichte | Isaac's Book                           | Josh Malmuth                   | Richie Keen         | 02.03.2023 | 19.07.2023   |
| 35       | 17 | Besuch aus der Hölle      | Weekend from Hell                      | Sophia Lear                    | Trent O’Donnell     | 09.03.2023 | 19.07.2023   |
| 36       | 18 | Lass es raus              | Alberta's Descendant                   | Guy Endore-Kaiser              | Trent O’Donnell     | 30.03.2023 | 19.07.2023   |
| 37       | 19 | Hochzeit mit Geistern     | Ghost Father of the Bride              | Julia Harter & Liz Alexander   | Jay Karas           | 13.04.2023 | 19.07.2023   |
| 38       | 20 | Einsam, zweisam           | Woodstone's Hottest Couple             | Kira Kalush                    | Jay Karas           | 27.04.2023 | 19.07.2023   |
| 39       | 21 | Spurensuche               | Whodunnit                              | Joe Port & Joe Wiseman         | Christine Gernon    | 04.05.2023 | 19.07.2023   |
| 40       | 22 | Ab nach oben              | The Heir                               | Talia Bernstein                | Christine Gernon    | 11.05.2023 | 19.07.2023   |

| # (ges.) | #  | Deutscher Titel                   | Originaltitel                             | Drehbuch                      | Regie               | Premiere   | Dt. Premiere |
| -------- | -- | --------------------------------- | ----------------------------------------- | ----------------------------- | ------------------- | ---------- | ------------ |
| 41       | 1  | Die Eule                          | The Owl                                   | John Blickstead, Trey Kollmer | Jaime Eliezer Karas | 15.02.2024 | 01.09.2024   |
| 42       | 2  | Der Traumflüsterer                | Man of Your Dreams                        | Joe Port, Joe Wiseman         | Jaime Eliezer Karas | 22.02.2024 | 01.09.2024   |
| 43       | 3  | Ich sehe was, was du nicht siehst | He Sees Dead People                       | Talia Bernstein               | Pete Chatmon        | 29.02.2024 | 01.09.2024   |
| 44       | 4  | Halloween 3 und ein Todesfall     | Halloween 3: The Guest Who Wouldn't Leave | Josh Malmuth                  | Pete Chatmon        | 07.03.2024 | 01.09.2024   |
| 45       | 5  | Teile und schweige                | The Silent Partner                        | Kira Kalush                   | Trent O'Donnel      | 14.03.2024 | 01.09.2024   |
| 46       | 6  | Brüder im Geiste                  | Hello, Brother                            | Guy Endore-Kaiser             | Trent O'Donnel      | 04.04.2024 | 01.09.2024   |
| 47       | 7  | Der klettige Poltergeist          | The Polterguest                           | Akilah Green                  | Jude Weng           | 11.04.2024 | 01.09.2024   |
| 48       | 8  | Löcher und Schlimmeres            | Holes Are Bad                             | Sophia Lear                   | Jude Weng           | 18.04.2024 | 01.09.2024   |
| 49       | 9  | Reisen schwer gemacht             | The Traveling Agent                       | Skander Halim, Emily Schmidt  | Christine Gernon    | 25.04.2024 | 01.09.2024   |
| 50       | 10 | Sollen wir es tun?                | Isaac's Wedding                           | Lauren Bridges, John Timothy  | Christine Gernon    | 02.05.2024 | 01.09.2024   |

| # (ges.) | #  | Deutscher Titel                       | Originaltitel                                                           | Drehbuch                      | Regie                           | Premiere   | Dt. Premiere |
| -------- | -- | ------------------------------------- | ----------------------------------------------------------------------- | ----------------------------- | ------------------------------- | ---------- | ------------ |
| 51       | 1  | Patience                              | Patience                                                                | John Blickstead, Trey Kollmer | Richie Keen                     | 17.10.2024 | 26.04.2025   |
| 52       | 2  | Sam's Dad                             | Sam's Dad                                                               | Josh Malmuth                  | Richie Keen                     | 24.10.2024 | 26.04.2025   |
| 53       | 3  | Halloween 4: Der Hexenprozess         | Halloween 4: The Witch                                                  | Joe Port, Joe Wiseman         | Katie Locke O'Brien             | 31.10.2024 | 03.05.2025   |
| 54       | 4  | Banker und Bros                       | The Work Retreat                                                        | Sophia Lear                   | Katie Locke O'Brien             | 07.11.2024 | 03.05.2025   |
| 55       | 5  | Im Schatten des Vorhangs              | A Star is Dead                                                          | Liz Alexander                 | Kabir Akhtar                    | 14.11.2024 | 10.05.2025   |
| 56       | 6  | Quellen und Qualen                    | The Primary Source                                                      | Joe Port, Joe Wiseman         | Kabir Akhtar                    | 05.12.2024 | 10.05.2025   |
| 57       | 7  | Der traurige Farnsby                  | Sad Farnsby                                                             | Guy Endore-Kaiser             | Heather Jack                    | 12.12.2024 | 17.05.2025   |
| 58       | 8  | Die Geister, die keiner rief - Teil 1 | A Very Arondekar Christmas (1)                                          | Rupinder Gill                 | Richie Keen                     | 19.12.2024 | 17.05.2025   |
| 59       | 9  | Die Geister, die keiner rief - Teil 2 | A Very Arondekar Christmas (2)                                          | Skander Halim                 | Richie Keen                     | 19.12.2024 | 24.05.2025   |
| 60       | 10 | Der ganze Teilhaber                   | The Not-So-Silent Partner                                               | Emily Schmidt                 | Heather Jack                    | 30.01.2025 | 24.05.2025   |
| 61       | 11 | Thorapie 2                            | Thorapy 2: Abandonment Issues                                           | Akilah Green                  | Rebecca Asher                   | 06.02.2025 |              |
| 62       | 12 | Geistertuille                         | It's the End of the World as We Know it and What Were We Talking About? | Kira Kalush                   | Rebecca Asher                   | 13.02.2025 |              |
| 63       | 13 | Ghostfellas                           | Ghostfellas                                                             | Rose McIver                   | Brian Bahe                      | 20.02.2025 |              |
| 64       | 14 | Das Jabot-Fiasko                      | Alexander Hamilton and the Ruffle Kerfuffle                             | Richie Keen                   | John Blickstead & Trey Kolmer   | 27.02.2025 |              |
| 65       | 15 |                                       | The Bachelorette Party                                                  | Pete Chatmon                  | Akilah Green                    | 06.03.2025 |              |
| 66       | 16 |                                       | St. Hetty's Day                                                         | Pete Chatmon                  | Josh Malmuth                    | 13.03.2025 |              |
| 67       | 17 |                                       | His Girl Shiki                                                          | Todd Biermann                 | Joe Port & Joe Wiseman          | 03.04.2025 |              |
| 68       | 18 |                                       | Smooching and Smushing                                                  | Todd Biermann                 | Rupinder Gill & Sophia Lear     | 10.04.2025 |              |
| 69       | 19 |                                       | Pinkus Returns                                                          | Christine Gernon              | Skander Halim & Talia Bernstein | 17.04.2025 |              |
| 70       | 20 |                                       | I Know What You Did Thirty-Seven Summers Ago                            | Richie Keen                   | Kira Kalush & Guy Endore-Kaiser | 24.04.2025 |              |
| 71       | 21 |                                       | Kyle                                                                    | Trent O'Donnell               | Emily Schmidt & Greg Worswick   | 01.05.2025 |              |
| 72       | 22 |                                       | The Devil Went Down to Woodstone                                        | Christine Gernon              | Emily Schmidt & Greg Worswick   | 08.05.2025 |              |

## Resonanz
Die erste Staffel war die erfolgreichste neue Sitcom des Senders CBS in der 2021-2022-TV-Saison und erhielt ein gutes Presseecho, was sich auch in den Auswertungen US-amerikanischer Aggregatoren widerspiegelt. So ermittelt Metacritic aus 13 Bewertungen eine „Grundsätzlich Wohlwollende“ Durchschnittswertung von 69/100 Punkten. Rotten Tomatoes erfasst 93 % positive Besprechungen und ordnet die Staffel dementsprechend als „Zertifiziert Frisch“ ein. Dort zieht man das Fazit:

“Ghosts could stand to ask more of its characters, but an excellent ensemble and a genial wit make for easy, softly spooky viewing.”

„Ghosts könnte von seinen Figuren mehr verlangen, aber eine hervorragende Ensemblebesetzung und ein freundlicher Witz machen es zu einem einfachen, sanft gruseligen Fernseherlebnis.“